# El Refugio (Tlajomulco)
El Refugio es una localidad del estado mexicano de Jalisco. Es parte del municipio de Tlajomulco de Zúñiga.

## Demografía
| Gráfica de evolución demográfica |
|                                  |

| Censo | Población |
| ----- | --------- |
| 1970  | 165       |
| 1980  | 442       |
| 1990  | 328       |
| 2000  | 477       |
| 2010  | 869       |
| 2020  | 1 186     |